# Grand Prix automobile de Tchécoslovaquie 1933
Le Grand Prix automobile de Tchécoslovaquie 1933 (IV Masarykuv Okruh) est un Grand Prix qui s'est tenu sur le circuit de Brno le 17 septembre 1933 et disputé par deux classes de véhicules : les véhicules de plus de 1 500 cm3 et les véhicules de moins de 1 500 cm3 (voiturettes). 
Les deux classes de véhicules courent simultanément, les véhicules de plus de 1 500 cm3 partent les premiers et ont à parcourir dix-neuf tours, quand les véhicules de moins de 1 500 cm3 partent cinq minutes après et ont à parcourir dix-sept tours.

## Grille de départ
| 1re ligne | Pos. 1            |                       | Pos. 2                        |
|           | Chiron Alfa Romeo |                       | Lehoux Bugatti                |
| 2e ligne  |                   | Pos. 3                |                               |
|           |                   | Steinweg Bugatti      |                               |
| 3e ligne  | Pos. 4            |                       | Pos. 5                        |
|           | « Marko » Bugatti |                       | Hartmann Bugatti              |
| 4e ligne  |                   | Pos. 6                |                               |
|           |                   | Balestrero Alfa Romeo |                               |
| 5e ligne  | Pos. 7            |                       | Pos. 8                        |
|           | Battilana Bugatti |                       | Von Brauchitsch Mercedes-Benz |
| 6e ligne  |                   | Pos. 9                |                               |
|           |                   | Pietsch Alfa Romeo    |                               |
| 10e ligne | Pos. 10           |                       | Pos. 11                       |
|           | Dreyfus Bugatti   |                       | Wimille Alfa Romeo            |
| 8e ligne  |                   | Pos. 12               |                               |
|           |                   | Moll Alfa Romeo       |                               |
| 9e ligne  | Pos. 13           |                       | Pos. 14                       |
|           | Kubiček Bugatti   |                       | Fagioli Alfa Romeo            |
| 10e ligne |                   | Pos. 15               |                               |
|           |                   | Brivio Alfa Romeo     |                               |
| 11e ligne | Pos. 16           |                       |                               |
|           | Pohl Bugatti      |                       |                               |

## Classement de la course

### Course des voitures de Grand Prix
| Pos. | no | Pilote                  | Écurie                     | Châssis            | Tours | Temps/Abandon                          | Grille |
| ---- | -- | ----------------------- | -------------------------- | ------------------ | ----- | -------------------------------------- | ------ |
| 1    | 2  | Louis Chiron            | Scuderia Ferrari           | Alfa Romeo P3      | 17    | 4 h 50 min 22 s 8 (102,37 km/h)        | 1      |
| 2    | 34 | Luigi Fagioli           | Scuderia Ferrari           | Alfa Romeo P3      | 17    | + 3 min 38 s 0                         | 14     |
| 3    | 26 | Jean-Pierre Wimille     | R. Sommer et J.-P. Wimille | Alfa Romeo Monza   | 17    | + 10 min 26 s 2                        | 11     |
| 4    | 24 | René Dreyfus            | Automobiles Ettore Bugatti | Bugatti Type 51    | 17    | + 12 min 30 s 0                        | 10     |
| 5    | 10 | László Hartmann         | Privé                      | Bugatti Type 51    | 17    | + 14 min 46 s 7                        | 5      |
| 6    | 46 | Zdeněk Pohl             | V. Gut                     | Bugatti Type 35    | 17    | + 14 min 49 s 9                        | 16     |
| 7    | 32 | Jan Kubiček             | Privé                      | Bugatti Type 35B   | 16    | + 1 tour                               | 13     |
| 8    | 14 | Renato Balestrero       | Privé                      | Alfa Romeo Monza   | 15    | + 2 tours                              | 6      |
| Abd. | 28 | Guy Moll                | Privé                      | Alfa Romeo Monza   | 10    | Accident                               | 12     |
| Abd. | 20 | Paul Pietsch            | Privé                      | Alfa Romeo Monza   | 9     | Accident                               | 9      |
| Abd. | 18 | Manfred von Brauchitsch | Daimler-Benz AG            | Mercedes-Benz SSKL | 8     | Panne d'essence                        | 8      |
| Abd. | 4  | Marcel Lehoux           | Privé                      | Bugatti Type 51    | 4     | Transmission                           | 2      |
| Abd. | 36 | Antonio Brivio          | Scuderia Ferrari           | Alfa Romeo Monza   | 4     |                                        | 15     |
| Abd. | 6  | Rudolf Steinweg         | Privé                      | Bugatti Type 35C   | 2     | Arbre de transmission / accident       | 3      |
| Abd. | 16 | Attilio Battilana       | Privé                      | Bugatti Type 35C   | 1     | Tuyau d'échappement                    | 7      |
| Abd. | 8  | « Marko »               | Privé                      | Bugatti Type 51    | 0     | Moteur                                 | 4      |
| Np.  | 12 | Giulio Aymini           | Privé                      | Maserati Tipo 26   |       | Non partant                            |        |
| Np.  | 22 | Charles Jellen          | Privé                      | Alfa Romeo Monza   |       | Non partant                            |        |
| Np.  | 30 | Jean Gaupillat          | Privé                      | Bugatti Type 51    |       | Non partant                            |        |
| Np.  | 38 | Walter Grosch           | Privé                      | Alfa Romeo Monza   |       | Non partant                            |        |
| Np.  | 40 | Achille Varzi           | Privé                      | Bugatti Type 51    |       | Non partant                            |        |
| Np.  | 42 | Eugen Bjørnstad         | Privé                      | Alfa Romeo Monza   |       | Non partant                            |        |
| Np.  | 44 | Tazio Nuvolari          | Privé                      | Maserati 8CM       |       | Non partant                            |        |
| Np.  |    | Piero Taruffi           | Privé                      | Maserati 8CM       |       | Non partant                            |        |
| Np.  |    | Baconin Borzacchini     | Privé                      | Maserati           |       | Accident mortel au Grand Prix de Monza |        |
| Np.  |    | Giuseppe Campari        | Privé                      | Maserati           |       | Accident mortel au Grand Prix de Monza |        |
| Np.  |    | J. Zadák                | Privé                      | Bugatti            |       | Non partant                            |        |

- Légende: Abd.=Abandon ; Np.=Non partant

### Course des voiturettes
| Pos. | no | Pilote                   | Écurie | Châssis            | Tours | Temps/Abandon                            | Grille |
| ---- | -- | ------------------------ | ------ | ------------------ | ----- | ---------------------------------------- | ------ |
| 1    | 48 | Ernst Günther Burggaller | Privé  | Bugatti Type 51A   | 15    | 4 h 32 min 50 s 1 (96,1 km/h)            |        |
| 2    | 54 | Bruno Sojka              | Privé  | Bugatti Type 37A   | 15    | + 9 min 23 s 9                           |        |
| 3    | 68 | Hans Rüesch              | Privé  | Alfa Romeo 6C 1500 | 15    | + 9 min 37 s 7                           |        |
| 4    | 80 | Jindřich Knapp           | Privé  | Walter Junior      | 15    | + 9 min 58 s 3                           |        |
| 5    | 78 | Pierre Veyron            | Privé  | Bugatti Type 37A   | 13    | + 2 tours                                |        |
| 6    | 82 | Vaclav Trumpeš           | Privé  | « Z »              | 13    | + 2 tours                                |        |
| Abd. | 66 | Jan Ripper               | Privé  | Bugatti Type 37A   | 11?   | Pompe à essence                          |        |
| Abd. | 74 | André Vagniez            | Privé  | Maserati Tipo 26   | 10?   | Accident                                 |        |
| Abd. | 56 | Guido Landi              | Privé  | Maserati Tipo 26   | 10?   | Accident                                 |        |
| Abd. | 76 | Hugh Charles Hamilton    | Privé  | MG Midget          | 9?    | Accident                                 |        |
| Abd. | 86 | Gustav Kreml             | Privé  | Wikov              | 8?    | Mécanique                                |        |
| Abd. | 70 | Adolf Szczyzycki         | Privé  | Bugatti Type 37A   | 7?    | Mécanique                                |        |
| Abd. | 72 | Louis Decaroli           | Privé  | Bugatti Type 37A   | 4+    | Accident                                 |        |
| Abd. | 64 | Edith Frisch             | Privée | Bugatti Type 37A   | 4     | Accident, retrait sur blessure à la tête |        |
| Abd. | 62 | Marcel Boucly            | Privé  | Miller 91          | 3?    | Accident                                 |        |
| Abd. | 52 | Karel Vlašín             | Privé  | « Z »              | 3?    | Accident                                 |        |
| Abd. | 60 | Victor Marret            | Privé  | Miller 91          | 2     | Accident                                 |        |
| Np.  | 50 | Georg Weinfurter         | Privé  | Bugatti Type 37A   |       | Non partant                              |        |
| Np.  | 58 | Louis Joly               | Privé  | Maserati Tipo 26   |       | Non partant                              |        |
| Np.  | 84 | Frantisek Hoštálek       | Privé  | « Z »              |       | Non partant                              |        |
| Np.  |    | Bernhard Kandl           | Privé  | Amilcar            |       | Non partant                              |        |
| Np.  |    | Rudi Hunger              | Privé  | Bugatti Type 37A   |       | Non partant                              |        |
| Np.  |    | Hugo Winter              | Privé  | Bugatti Type 37A   |       | Non partant                              |        |

- Légende: Abd.=Abandon ; Nc.=Non classé

## Pole position et record du tour
- Voitures de Grand Prix
  - Pole position :  Louis Chiron (Alfa Romeo) par tirage au sort.
  - Meilleur tour en course :  Luigi Fagioli (Alfa Romeo) en 15 min 21 s (113,9 km/h).
- Voiturettes
  - Pole position :  Inconnu (Inconnu) par tirage au sort.
  - Meilleur tour en course :  Guido Landi (Maserati) en 17 min 1 s 6 (102,7 km/h).

## Tours en tête
- Voitures de Grand Prix :  Louis Chiron : 17 tours (1-17)
- Voiturettes : pas de données